# Forcado

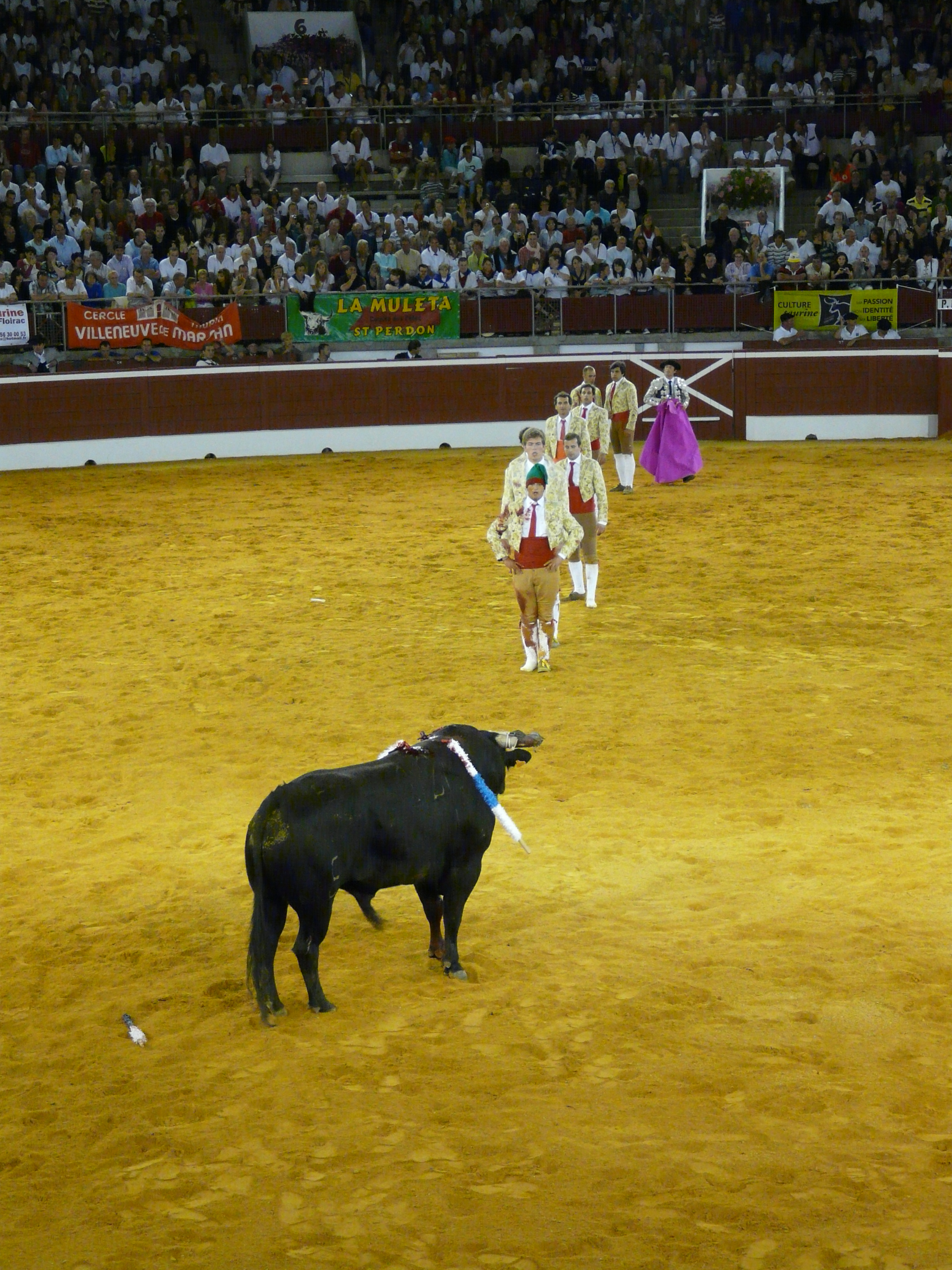
Forcados face au taureau, arènes du Plumaçon à Mont-de-Marsan

Dans une course portugaise ou tourada, un forcado, jeune homme généralement accompagné de sept autres forcados pour permettre une formation, a pour but d'immobiliser le taureau à mains nues. Ceux-ci interviennent sur le taureau en deuxième partie de lidia, juste après le passage du torero à cheval.

## Présentation
Distingué par le port d'un bonnet de couleur verte, le premier forcado se porte au-devant de l'animal. Lors de la charge, il tente de se placer entre les cornes et de s'y maintenir.
Quatre autres forcados placés à quelques pas en retrait viennent alors saisir leur camarade. Le dernier forcado se porte à l'arrière du taureau et le saisit par la queue.
Une fois l'animal immobilisé pendant quelques secondes, les forcados se séparent. 
L'éthique des forcados exige que l'équipe s'y reprenne autant de fois que nécessaire en cas d'échec.
En portugais, cette manœuvre souvent spectaculaire se nomme a pega (de pegar : attraper). Les violents chocs frontaux qu'elle suscite peuvent occasionner de graves traumatismes crâniens ou thoraciques et mener parfois jusqu'à la mort.
Cette discipline nécessitant courage, obstination, force et endurance reste cependant, en France, l'une des plus méconnues de la tauromachie.

## Les origines
La présence des forcados dans les arènes portugaises est une survivance des anciennes compagnies de mousquetaires chargés autrefois d'assurer la sécurité de la loge royale et du public en encerclant la piste. C'est ainsi que le terme forca  rappelle la pique à deux dents que l'on fichait en terre pour tirer au mousquet. Elle est parfois portée à titre purement décoratif par les forcados lors des cortesias, cérémonie d'apparat qui ouvre le spectacle.
Lorsque l'animal, s'approchant de l'assistance, rendait l'usage des armes à feu trop dangereux, il était nécessaire de le saisir à mains nues pour le remettre sur la piste. C'est ainsi que fut créée et codifiée a pega. Elle devint une phase séparée du spectacle quand les premières enceintes fermées rendirent inutile la présence d'hommes armés.
Autres témoignages de ce passé militaire : le chef de l'équipe s'appelle encore aujourd'hui cabo (caporal en portugais). De même, le bonnet de laine n'est autre que la pièce de tissu que les anciens soldats enfilaient avant le casque pour ne pas se blesser le cuir chevelu avec ses chevrons métalliques.

## Les différents types depegas
Il existe plusieurs types de pegas selon la physionomie et l'attitude du taureau. Dans tous les cas, le rôle du forcado de tête (pegador) est capital car il est chargé d'attirer l'animal tout en maîtrisant sa charge. La réussite complète de l'opération exige une coordination parfaite avec ses partenaires :

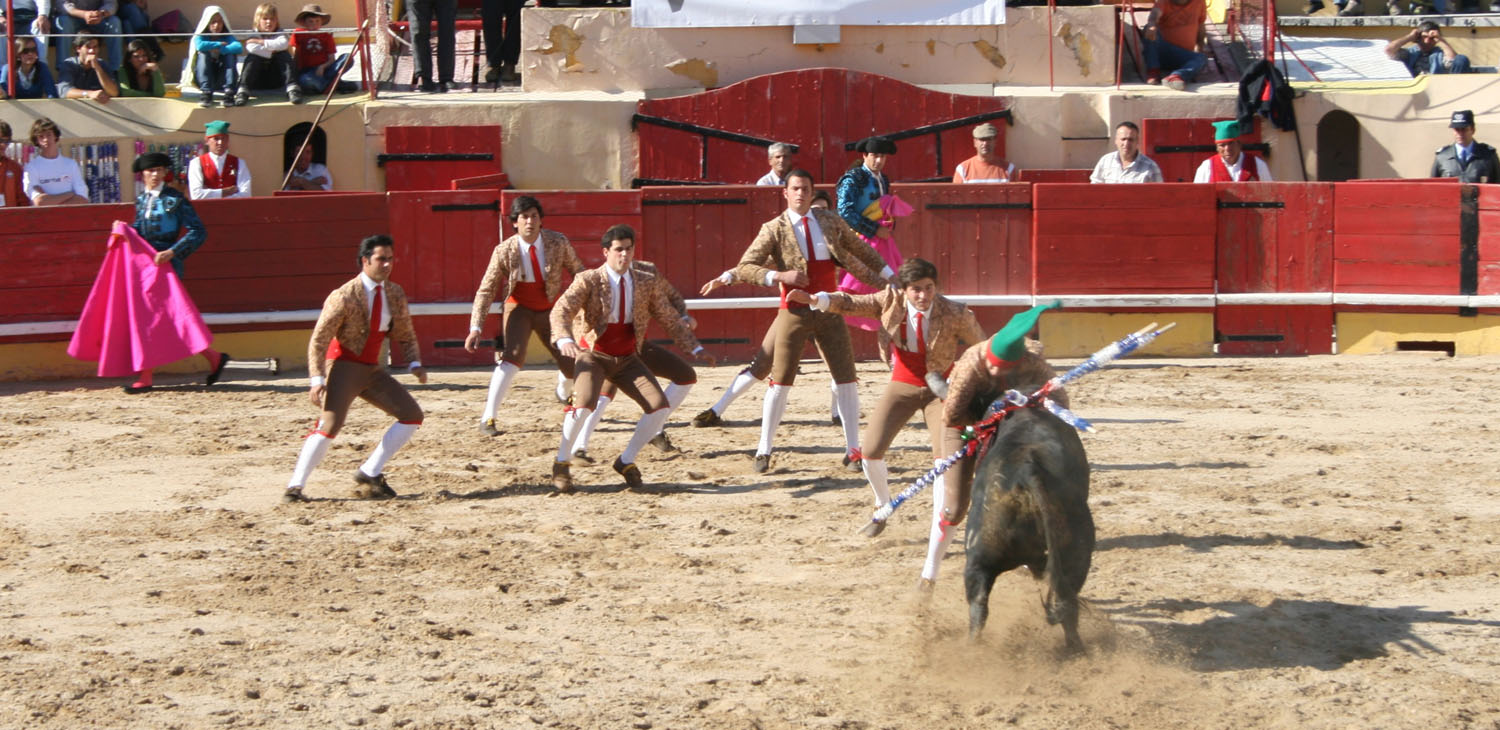
Une « pega de caras », dans les arènes de Cartaxo.

### Lapega de caras
Le forcado de tête se présente face au taureau, les mains sur les hanches ou dans le dos. L'équipe le suit, alignée derrière lui en file indienne. Il doit se tenir très droit car il faut que le taureau ait tendance à viser son visage pour ne pas dévier sa charge. Il  le laisse s'approcher tout en reculant. Quand le taureau baisse la tête (on dit qu'il humilie) il s'emboîte entre ses cornes et c'est seulement alors qu'il se sert de ses bras pour s'agripper au cou de l'animal.
Le second forcado intervient alors pour renforcer la position du pegador. Suivent alors trois autres forcados et le rabejador, qui se saisit de la queue. Après avoir aidé le pegador à s'extraire d'entre les cornes, l'équipe se disperse. Le dernier à le faire est le rabejador, afin de protéger le retrait de ses camarades.

### Lapega carregada(soutenue)
Elle est utilisée lorsque le taureau est resté vigoureux après un combat équestre sans ardeur et qu'il défait facilement le groupe. Le poids du forcado de tête est immédiatement renforcé par le second qui se place juste à côté de lui. Les autres forcados interviennent dans le même ordre que dans la pega da cara mais seulement pour maîtriser et diriger la charge. Lorsque plusieurs et non un seul forcados aident le forcado de tête, on parle de pega de comboio (prise en train).

### Laprise au piedouau demi-tour
Elle mise sur un effet de surprise : on incite le taureau à regarder vers les planches. Le forcado s'approche par derrière, l'appelle et profite de la volte-face pour se refermer sur la tête du taureau. Il évite ainsi la violence de la charge et une prise de mauvais style. 

### Laprise sur le dos
C'est une variante originale de la pega da caras : Le pegador se place à côté du taureau. En équilibre sur le rebord des planches, il les quitte en courant et se fait prendre en chasse par le taureau. Au moment de la rencontre il se retourne brusquement et s'emboîte entre les cornes en passant ses bras derrière elles. Les autres forcados interviennent comme précédemment.

### Laprise au garrot(a barbela)
Elle est utilisée lorsque le berceau des cornes du taureau est trop étroit pour qu'un  forcado s'y imbrique, qu'il ne charge pas et donne sans cesse des coups de tête, ou encore parce que l'équipe l'a choisie d'un commun accord. Un groupe de bœufs entre dans l'arène et entoure le taureau. Deux hommes traversent le troupeau. Le rabejador s'empare de la queue et le second de l'épaule droite du taureau et de son encolure ; c'est le cernelheiro. 
Ils luttent tous les deux contre le taureau qui tente de se dégager. Lorsque celui-ci est immobilisé, il le relâchent enfin, toujours la queue en dernier.

### La prisea cornea
C'est une variante de la précédente, le taureau étant saisi derrière les cornes, et non au garrot.
Quel que soit le type de prise choisi, il existe deux moments à haut risque pour le pegador : s'il met les mains  devant lui avant de s'imbriquer entre les cornes, on dit qu'il joue du piano ou met les mains devant, ce qui est un signe de nervosité et de peur. Cela peut provoquer un fléchissement du taureau au moment de la réunion, suivi d'un coup de corne de plein fouet.
Enfin, à la fin de la pega, il doit pouvoir compter sur le soutien de ses camarades pour se dégager du frontal car le taureau, continuant le coup de tête interrompu par la prise, peut lui donner un violent coup de cornes.

## Une sociabilité originale
Les forcados sont tous des amateurs regroupés en clubs. Ce sont les seuls participants d'une tourada à ne pas être rémunérés. Dans les milieux tauromachiques et dans les villes d'origine des formations, être forcado est un honneur. La récompense est un dîner, souvent très arrosé, auquel les fiancées sont conviées.
Les équipes les plus célèbres sont celles du Ribatejo et de l'Alentejo, les deux principales régions tauromachiques du pays.